# تشارلز هدسون
تشارلز هدسون (بالإنجليزية: Charles Hudson)‏ (1 يناير 1872 ببرمنغهام في المملكة المتحدة - 1 يناير 1955) هو لاعب كرة قدم بريطاني (وحمل سابقاً جنسية المملكة المتحدة لبريطانيا العظمى وأيرلندا) في مركز الدفاع.